# Kiruna Iron
Kiruna Iron AB är ett dotterbolag till australiska Scandinavian Resources Limited, som köptes 2012 av det australiska gruvföretaget Hannans Ltd. Företaget grundades 2010.
Kiruna Iron prospekterar efter järnmalmfyndigheter i Kiruna kommun i Sverige, i första hand i Rakkurijoki, men också i bland annat i Laukkijärvi, Puoltsa och Harrijaure och Ekströmsberg.
Företaget börsnoterades via dotterbolaget Kiruna Iron plc på London Stock Exchanges AIM 2012 Detta företag avvecklades 2016.